# Jan Podgórski
 Jan Krzysztof Podgórski  (ur. 3 lipca 1956 we Wrocławiu) – generał brygady Wojska Polskiego; polski lekarz, neurochirurg; profesor nauk medycznych (1997); Dyrektor Wojskowego Instytutu Medycznego (2005–2007); bezzasadnie pomówiony w 2007, 22 sierpnia 2007 zatrzymany przez CBA i ŻW, 24 sierpnia 2007 wniosek prokuratury o areszt oddalony przez Wojskowy Sąd Garnizonowy w Warszawie; 21 lutego 2011 został przez Izbę Wojskową Sądu Najwyższego w Warszawie prawomocnie uniewinniony od zarzutów oddalając apelację Wojskowej Prokuratury Okręgowej.

## Życiorys
Jan Podgórski syn szlachciców herbu Pilawa  urodził się 3 lipca 1956 we Wrocławiu, w rodzinie o wieloletnich tradycjach prawniczych i lekarskich. Jego pradziad był właścicielem ziemskim na Wołyniu, z zawodu był sędzią. Ojciec jego Jan Pilawa-Podgórski (1908–1988) pochodził ze szlachty i był rotmistrzem 21 Pułku Ułanów, ukończył szkołę kawalerii w Grudziądzu, potem studiował weterynarię, a po wojnie został zdemobilizowany. Następnie podjął pracę na Uniwersytecie Marii Curie-Skłodowskiej w Lublinie, był adiunktem Kliniki Chirurgicznej, rozpoczął jednocześnie studiować medycynę, został neurologiem, był po zawale. Ojciec był starszy o 17 lat od swojej żony, która była internistą, pochodziła ze szlachty tatarskiej i ciężko chorowała na cukrzycę. Rodzinny dom był w Puławach, stary drewniany domek z 1935. Był z siostrą (została lekarzem) wychowywany w domu patriotycznym, w kulcie Piłsudskiego.
Absolwent z 1974 I Liceum Ogólnokształcącego w Puławach. W 1974 rozpoczął służbę wojskową jako słuchacz Wydziału Lekarskiego w Wojskowej Akademii Medycznej w Łodzi. W 1980 ukończył z wyróżnieniem studia po ukończeniu których odbył staż podyplomowy w CKP WAM w Warszawie, a następnie pełnił służbę w Wojskowym Ośrodku Farmacji i Techniki Medycznej (J.W.1391) w Celestynowie. W 1983 rozpoczął pracę w Klinice Neurochirurgii CKP WAM, gdzie pod kierunkiem prof. Stanisława Rudnickiego kształcił się z neurochirurgii. W roku 1986 uzyskał tytuł specjalisty w dziedzinie neurochirurgii i neurotraumatologii oraz stopień doktora nauk medycznych. W roku 1988 uzyskał Certyfikat Europejskiego Stowarzyszenia Towarzystw Neurochirurgicznych.

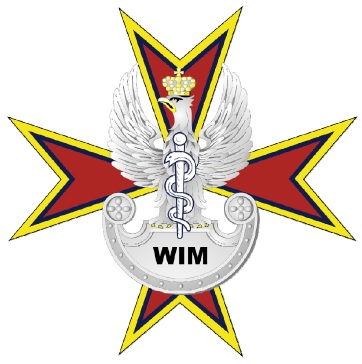
W latach 2001–2005 był dyrektorem Wojskowego Instytutu Medycznego

W roku 1988 został adiunktem Kliniki Neurochirurgii Centralnego Szpitala Wojskowego w Warszawie. W 1991 habilitował się w macierzystej uczelni na podstawie rozprawy zatytułowanej: Granice operacyjności gruczolaków przysadki mózgowej. W roku 1992 został kierownikiem Kliniki. Jednocześnie w okresie tym kształcił się w najlepszych ośrodkach medycznych w Szwecji, Niemczech, Wielkiej Brytanii, Kanadzie, Holandii i USA. Uzyskał Certyfikat EANS, jest członkiem PTNCh, EANS i WFNS. Od 1994 do 2010 raz w miesiącu przyjmował pacjentów na terenie Puław, pomagając im uzyskać pomoc specjalistyczną, diagnozując i często lecząc ich w szpitalu na Szaserów w Warszawie. Od roku 1996 pełnił funkcję Naczelnego Specjalisty Wojskowej Służby Zdrowia w Dziedzinie Neurochirurgii.
13 maja 1997 w wieku 41 lat otrzymał tytuł profesora nauk medycznych. Współtwórca powstania w WIM referencyjnego ośrodka diagnostyki i leczenia operacyjnego guzów przysadki mózgowej oraz okolicy skrzyżowania nerwów wzrokowych. 15 sierpnia 2005 został awansowany do stopnia generała brygady przez prezydenta RP Aleksandra Kwaśniewskiego, po czym z dniem 16 sierpnia 2005 został powołany na stanowisko dyrektora Wojskowego Instytutu Medycznego. Pełnił jednocześnie obowiązki kierownika swojej macierzystej Kliniki oraz będąc czynnym zawodowo neurochirurgiem.  Udzielał się w Fundacji Jolanty Kwaśniewskiej „Porozumienie Bez Barier”. W tym czasie zaczął być inwigilowany przez funkcjonariuszy służb, przesłuchiwany w charakterze świadka w sprawie zarzutów prowadzonej sprawy. Zachorował i leżał na internie. Z funkcji dyrektora WIM sam zrezygnował w styczniu 2007, zostawił szpital na plus 2 mln., po czym objął obowiązki Szefa Zespołu Konsultantów Wojskowej Służby Zdrowia. Był także Krajowym Konsultantem ds. Obronności w Dziedzinie Neurochirurgii.
22 sierpnia 2007 agenci CBA (szefem był Mariusz Kamiński, szefem Wojskowej Prokuratury Okręgowej w Warszawie był Jarosław Hołda, wcześniej prokurator w Katowicach, najbliższy współpracownik prokuratora Bogdana Święczkowskiego) i żandarmeria wojskowa zatrzymali rano generała przed jego domem, który szykował się do pracy, po czym przeszukali jego dom. Został zatrzymany pod zarzutem korupcji, fałszowania dokumentacji medycznej oraz według prokuratury wydawania fałszywych zaświadczeń najgroźniejszym polskim gangsterom. Poza profesorem zarzuty postawiono czterem lekarzom ze szpitala przy Saszerów i z Wojskowego Instytutu Medycyny Lotniczej i dwóm pacjentom. 23 sierpnia 2007 ówczesny szef CBA Mariusz Kamiński zorganizował konferencję prasową pod hasłem "CBA nie próżnuje" na której powiedział, że jedną z osób zatrzymanych jest "generał wojska Jan P.", który organizował najgroźniejszym przestępcom w Polsce dokumentację medyczną" (gangster "Słowik"). W czasie kiedy odbywała się konferencja funkcjonariusze z prokuratury przetransportowali generała do szpitala w Tworkach, gdzie został poddany konsultacji psychiatrycznej, przebywał tam dwie doby wraz z noclegiem będąc nadzorowany przez żandarmerię wojskową. Został mu przez prokuratora odebrany paszport, na prośbę generała umożliwiono telefoniczny kontakt z Kliniką celem powiadomienia, że nie odbędą się zaplanowane operacje. Prokurator złożył wniosek o jego tymczasowe aresztowanie. Generał podlegał pod sąd wojskowy. Wniosek rozpatrywał ppłk Leszek Hołubowicz uznając, że nie ma potrzeby stosowania tego środka. Po 48 godzinach generał został zwolniony, sędzia nie zgodził się na wniosek prokuratury o areszt. Mimo postawionych mu zarzutów, nadal pracował i leczył pacjentów, jego aktywność zawodowa nie zmalała. W 2007 prokuratura nie zwróciła mu paszportu, nie mógł więc służbowo wyjechać na kongresy naukowe, gdzie wówczas miał reprezentować polską neurochirurgię. W międzyczasie gen. bryg. Jan Podgórski został skierowany do rezerwy kadrowej kiedy ministrem obrony narodowej był Aleksander Szczygło i  ostatecznie w roku 2008 nowy minister obrony narodowej Bogdan Klich podjął decyzję o zakończeniu zawodowej służby wojskowej w 2009 przez gen. bryg Jana Podgórskiego po 35 latach nie wyznaczając go na nowe stanowisko służbowe, który był w rezerwie kadrowej.
Pierwszego dnia procesu generał zwrócił się do dziennikarzy, by nie stawiali inicjałów przy jego nazwisku, gdyż jest niewinny. 29 czerwca 2010 pierwszy wyrok uniewinniający wydał Wojskowy Sąd Garnizonowy w Warszawie (wojskowy, bo generał podlegał jurysdykcji tego wymiaru sprawiedliwości), został oczyszczony z zarzutów brania łapówek oraz poświadczenia nieprawdy w zaświadczeniach lekarskich. Od tego wyroku prokuratura złożyła odwołanie i sprawa stanęła przed Izbą Wojskową Sądu Najwyższego. 21 lutego 2011 profesor został przez Sąd Najwyższy (przewodniczący składu sędziowskiego Wiesław Błuś) prawomocnie uniewinniony od zarzutu korupcji i fałszowania dokumentacji medycznej i oddalił apelację prokuratury wojskowej. Po ogłoszeniu decyzji profesor dziękował swojemu adwokatowi Marianowi Jackowi Hilarowiczowi: 

"Prawym sędziom, a zwłaszcza sędziemu, który nie uległ presji" i nie zgodził się na wniosek prokuratury o areszt. (...) Byłem planowany na doktora bis. Bo pasowałem. Pachołek Kwaśniewskich, generał, lekarz wojskowy..Wszystko cudnie! Jeden z policji, drugi z wojska. I mamy komplecik!  (...). Dzisiaj to wzruszający moment, ja i moja rodzina zapłaciliśmy bardzo wysoką cenę. Na tej sali honor lekarzy został ocalony. Nie pozwolono go zdeptać.

W okresie prawie czterech lat, od 2007 do 2011 odbyło się 17 rozpraw, w tym rozprawa z sierpnia 2010 Wojskowego Sądu Okręgowego w Warszawie (sędzia Jacek Gurbierz), który całkowicie uniewinnił profesora. Podczas procesu adwokat Marian Jacek Hilarowicz wykazał, że funkcjonariusze służb  szantażowali świadków, zmuszali ich do obciążenia profesora, jeździli także po więzieniach (były policjant Paweł Kłoczyński) szukając osób jako oskarżycieli. Razem z profesorem Podgórskim sąd uniewinnił dwóch innych lekarzy, którzy mieli być jego wspólnikami. Jednego lekarza ppłk. Piotra J. sąd uznał winnym, który sam brał pieniądze od pacjentów, a próbował tym obciążyć inne osoby, został skazany na karę więzienia w zawieszeniu i grzywnę. Ponownie do wojska jednak już nie powrócił.
23 września 2011 podczas uroczystości w POK „Dom Chemika” w Puławach z okazji 95-lecia I LO im. ks. A.J. Czartoryskiego otrzymał tytuł Honorowego Obywatela Miasta Puław. Laudację wygłosił Włodzimierz Karpiński – sekretarz Stanu w Ministerstwie Spraw Wewnętrznych i Administracji, poseł na Sejm. W roku 2012 został odznaczony Krzyżem Oficerskim Orderu Odrodzenia Polski. W okresie tym oprócz Warszawy przeprowadzał operacje neurochirurgiczne także w Suwałkach, Łomży, Radomiu czy konsultacje Płocku w przychodni Medic Park. Na emeryturze będąc w stanie spoczynku pozostał pracownikiem naukowym Kliniki Neurochirurgicznej WIM, objął też stanowisko profesora w Szkole Wyższej im. Pawła Włodkowica w Płocku. W roku 2016 znalazł się w gronie 10 najwybitniejszych lekarzy na świecie. Został uhonorowany najwyższym odznaczeniem Polskiego Towarzystwa Lekarskiego – medalem „Gloria Medicin”. Od 2017 pracuje także w cywilnej służbie zdrowia w szpitalu Centrum Enel-Med w Warszawie, konsultując i przeprowadzając operacje guzów przysadki mózgowej oraz dyskopatii odcinka szyjnego i lędźwiowego kręgosłupa z wykorzystaniem najnowszych technik operacyjnych

## Życie prywatne
Dwukrotnie żonaty. Ma trójkę dorosłych dzieci (syn jest lekarzem). Druga żona jest lekarzem. Profesor ma także dwójkę młodszych dzieci przysposobionych (dzieci jego żony też chcą być lekarzami).

## Awanse
- podporucznik – 1980[6]

(...)
- generał brygady – 15 sierpnia 2005[30]

## Ordery, odznaczenia i wyróżnienia[6]
- Krzyż Oficerski Orderu Odrodzenia Polski – 2012
- Srebrny Medal za Długoletnią Służbę
- Medal „Milito Pro Christo” – 2012[31]
- Medal Zasłużony dla Warszawy – 2006[32]
- tytuł Honorowego Obywatela Miasta Puław – 2011[27]
- Odznaka pamiątkowa Wojskowego Instytutu Medycznego – 2005, ex officio
- Odznaka pamiątkowa z okazji Jubileuszu 50-lecia Szpitala przy Szaserów – 2014[33]
- Medal „Gloria Medicin”  – 2016[34]

i inne